# Стилоглосни мишић
Стилоглосни мишић (лат. musculus styloglossus) је парни мишић главе, који је смештен у усној дупљи. То је дугачак мишић, који припада спољашњој мускулатури језика. Пружа се унапред и наниже од стилоидног наставка слепоочне кости до задњег краја ивице језика, а потом се дели на два снопа: уздужни и попречни. Уздужни сноп се пружа унапред до врха језика и спаја се са влакнима истоименог мишића супротне стране. Попречни сноп се шири лепезасто ка унутра и припаја се на бочној страни језичне преграде.
Мишић је инервисан подјезичним живцем, а основна улога му је повлачење језика уназад и навише током акта гутања.